# Nuno Tavares
Nuno Albertino Varela Tavares (* 26. ledna 2000 Lisabon) je portugalský profesionální fotbalista, který hraje na pozici levého obránce za anglický klub Nottingham Forest FC, kde je na hostování z Arsenalu, a za portugalský národní tým do 21 let.

## Klubová kariéra

### Benfica
Dne 27. října 2018 Tavares debutoval v rezervním týmu Benficy v zápase Segunda Lize proti Sporting da Covilhã. Při domácí výhře 3:2 odehrál celých 90 minut.
Dne 4. srpna 2019 debutoval Tavares v prvním týmu v portugalském superpoháru 2019 při vítězství 5:0 proti městskému rivalovi Sporting CP na Estádio Algarve. O týden později debutoval v Primeira Lize proti Paços de Ferreira a vstřelil svůj první ligový gól při domácí výhře 5:0; v zápase přidal ještě dvě asistence.

### Arsenal
Dne 10. července 2021 přestoupil Tavares do londýnského Arsenalu za částku přibližně 8 milionů liber. V klubu podepsal smlouvu do léta 2025. Tavares debutoval za Gunners v prvním kole sezóny při porážce 2:0 proti Brentfordu, když v druhém poločase vystřídal Caluma Chamberse. V základní sestavě se v lize poprvé objevil v 9. kole, při zranění Kierana Tierneyho, proti Aston Ville.

## Reprezentační kariéra
Tavares byl poprvé povolán do portugalské jednadvacítky v září 2019 na zápasy kvalifikace na Mistrovství Evropy hráčů do 21 let. V týmu debutoval 10. září v zápase proti Bělorusku. V říjnu ještě odehrál celé utkání proti Nizozemsku; na další reprezentační start v reprezentaci však musel počkat až do září 2021, kdy nastoupil do utkání proti Bělorusku. Svou první reprezentační branku vstřelil 7. října 2021, když gólem a dvěma asistencemi přispěl k drtivé výhře 11:0 nad Lichtenštejnskem.

## Osobní život
Tavares se narodil v Portugalsku je kapverdského původu.

## Statistiky

### Klubové
K 30. říjnu 2021
| Klub    | Sezóna  | Liga           | Liga   | Liga | Národní pohár | Národní pohár | Ligový pohár | Ligový pohár | Evropské poháry | Evropské poháry | Ostatní | Ostatní | Celkem | Celkem |
| Klub    | Sezóna  | Liga           | Zápasy | Góly | Zápasy        | Góly          | Zápasy       | Góly         | Zápasy          | Góly            | Zápasy  | Góly    | Zápasy | Góly   |
| ------- | ------- | -------------- | ------ | ---- | ------------- | ------------- | ------------ | ------------ | --------------- | --------------- | ------- | ------- | ------ | ------ |
| Benfica | 2019/20 | Primeira Liga  | 11     | 1    | 1             | 0             | 3            | 0            | 0               | 0               | 1       | 0       | 16     | 1      |
| Benfica | 2020/21 | Primeira Liga  | 14     | 0    | 4             | 0             | 1            | 0            | 5               | 0               | 1       | 0       | 25     | 0      |
| Benfica | Celkem  | Celkem         | 25     | 1    | 5             | 0             | 4            | 0            | 5               | 0               | 2       | 0       | 41     | 1      |
| Arsenal | 2021/22 | Premier League | 6      | 0    | 0             | 0             | 3            | 0            | –               | –               | –       | –       | 9      | 0      |
| Celkem  | Celkem  | Celkem         | 50     | 1    | 5             | 0             | 7            | 0            | 5               | 0               | 2       | 0       | 69     | 1      |

## Ocenění

### Klubová

#### Benfica
- Supertaça Cândido de Oliveira: 2019[3]